# Zeuxia elegans
Zeuxia elegans là một loài ruồi trong họ Tachinidae.